# Goniobranchus reticulatus
Goniobranchus reticulatus là một loài ốc biển trong họ Chromodorididae. sinh sống ngoài khơi Philippines. Loài này có thân dài 100 mm. Chúng là loài lưỡng tính vừa có cơ quan sinh dục đực và cái đồng thời hoạt động. Dương vật của nó rụng sau 1 ngày sử dụng và chúng có khả năng mọc dương vật mới trong vòng 24 tiếng và có thể giao phối ngay.